# Nostera lynx
Nostera lynx är en spindelart som beskrevs av Rudy Jocqué 1991. Nostera lynx ingår i släktet Nostera och familjen Zodariidae. Inga underarter finns listade i Catalogue of Life.